# Олексіївка (Куп'янський район)
Олексі́ївка — село в Україні, у Шевченківській селищній громаді Куп’янського району Харківської області. Населення становить: 2001 рік — 34 осіб. Станом на квітень 2021 року = 4 особи. До 2020 орган місцевого самоврядування — Петропільська сільська рада.

## Географія
Село Олексіївка знаходиться між річками Середня Балаклійка і Волоська Балаклійка (4-5 км). На відстані 1 км розташоване село Колісниківка. По селу протікає пересихаюча балка Яр Сердюків з загатою, за 1,5 км нижче по течії — колишнє село Веселе.

## Історія
- 1920 — дата заснування.
- 12 червня 2020 року, відповідно до Розпорядження Кабінету Міністрів України № 725-р «Про визначення адміністративних центрів та затвердження територій територіальних громад Харківської області», увійшло до складу Шевченківської селищної територіальної громади[1].
- 19 липня 2020 року, в результаті адміністративно-територіальної реформи та ліквідації Шевченківського району, село увійшло до складу новоутвореного Куп'янського району Харківської області[2].